# 馬祖里夫卡 (圖利欽區)
48°39′25″N 28°48′51″E / 48.65694°N 28.81417°E
馬祖里夫卡（烏克蘭語：Мазурівка），是烏克蘭的村落，位於該國西南部文尼察州，由圖利欽區負責管轄，始建於1959年，面積1.99平方公里，海拔高度269米，2001年人口2,010，人口密度每平方公里1,010.56人。